# Eyralpenus subflavescens
Eyralpenus subflavescens là một loài bướm đêm thuộc phân họ Arctiinae, họ Erebidae.